# Julius Szeps
Julius Szeps (5. November 1867 in Wien, Österreich-Ungarn – 27. Oktober 1924 ebenda) war ein österreichischer Jurist, Journalist und Herausgeber. Von 1899 bis 1909 leitete er die Redaktion der Wiener Allgemeinen Zeitung, danach zehn Jahre lang das Fremden-Blatt.

## Leben
Julius Szeps war der Sohn des Journalisten und Herausgebers Moritz Szeps (1835–1902) und von Amalia geb. Schlesinger (1838–1912). Er hatte vier Geschwister, Sophie (1862–1937), später mit dem Bruder des französischen Ministerpräsidenten Georges Clemenceau verheiratet, Berta (Bertha, 1864–1945), die eine bekannte Schriftstellerin, Journalistin, Kritikerin und Salonnière wurde und den Anatomen Emil Zuckerkandl heiratete, Leo(n) (1865–1903), der Arzt, Journalist und Herausgeber wurde, sowie die früh verstorbene Ella (1869–1885). Von 1885 bis 1889 studierte er Jus an der Universität Wien. Anfang der 1890er Jahre begann seine journalistische Tätigkeit, zuerst als politischer Redakteur im Wiener Tagblatt, welches damals von seinem Vater geleitet wurde. Er sprach fließend Französisch, Englisch und Italienisch. Er ging für eine Zeit nach Paris. 1891 promovierte er zum Dr. jur. Nachdem das Tagblatt verkauft worden war, wechselte er 1899 zur Wiener Allgemeinen Zeitung. Er übernahm die Funktion des Chefredakteurs und war zeitweise auch Herausgeber der Tageszeitung. Er holte eine Reihe journalistischer und literarischer Talente ins Blatt, beispielsweise Alfred Polgar oder Ludwig Ullmann. Am 17. September 1904 heiratete er in Wien die Erzieherin Mathilde Schuhbauer. Sie war konfessionslos, 26 Jahre alt und stammte aus Vilshofen an der Donau. Die Ehe blieb kinderlos.
Szeps war laut Österreichischem Biographischen Lexikon „ein entschiedener Anhänger der konstitutionellen Monarchie“ und unterstützte die außenpolitische Position der Regierung, war aber in kulturellen Fragen eher liberal eingestellt. Er verkehrte mit Entscheidungsträgern innerhalb des engeren Hofkreises und unterstützte Alois Lexa von Aehrenthal, k. u.k.-Außenminister von 1906 bis 1912, bei Sondierungsgesprächen mit französischen und italienischen Stellen. Er pflegte auch rege Kontakte mit dem britischen Botschafter und mit Vertretern südosteuropäischer Staaten. Im Auftrag des Außenministers versuchte er im Konflikt der Donaumonarchie mit Frankreich – betreffend Waffenlieferungen an das Königreich Serbien – zu vermitteln und führte mehrfach Gespräche mit Ministerpräsident Clemenceau, mit dem ja auch familiäre Beziehungen bestanden.
Anfang 1909 wurde er als Chefredakteur des offiziösen Fremden-Blatts bestellt und blieb dies zehn Jahre lang. Ab Frühjahr 1919 arbeitete er als außenpolitischer Redakteur der Nachfolgezeitung Der neue Tag. Als diese 1922 eingestellt wurde, war Szeps neuerlich als Chefredakteur der Wiener Allgemeinen Zeitung tätig. Ende 1922 legte er diese Funktion nach einem weiteren Eigentümerwechsel zurück. Eine Zeit lang war er auch Berater des Bundeskanzlers und Außenministers Johann Schober. Zuletzt veröffentlichte er im Neuen Wiener Journal Erinnerungen aus Politik und Diplomatie.

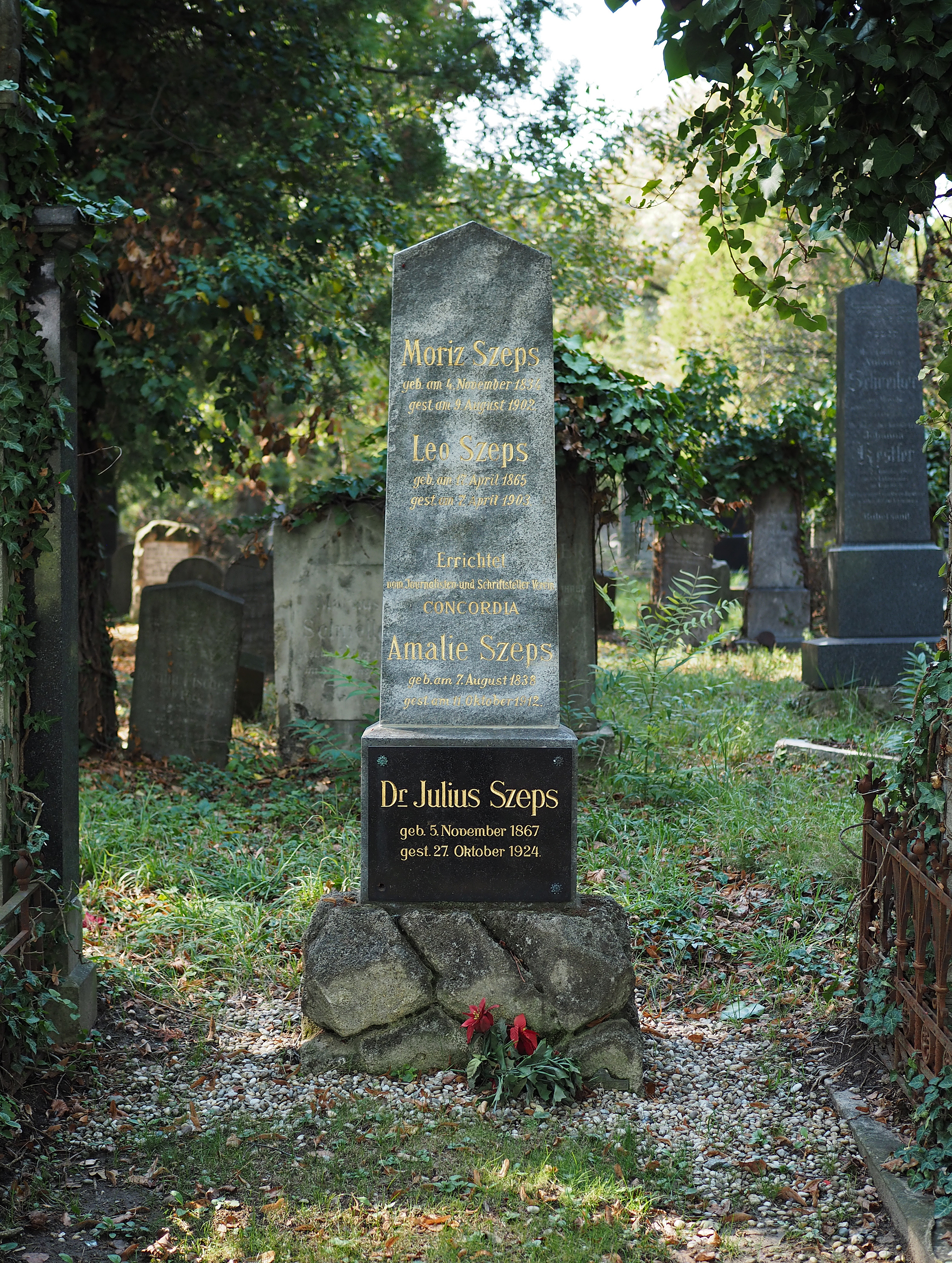
Grab der Familie Szeps in Wien

In Buchform veröffentlichte er – nach dem Untergang der Donaumonarchie – die Korrespondenz seines Vaters mit Rudolf von Österreich-Ungarn.

## Publikation
- Kronprinz Rudolf. Politische Briefe an einen Freund, 1882–1889. Hrsg. und eingeleitet von Julius Szeps. Wien 1922 Digitalisat